# Сумысья
Сумысья (устар. Сумысь-Я) — река в России, протекает по Ханты-Мансийскому АО. Устье реки находится в 11 км по правому берегу реки Ялбынъя. Длина реки составляет 50 км.

## Притоки
- В 11 км от устья по правому берегу реки впадает река Уйлюлингсоим.
- В 12 км от устья по правому берегу реки впадает река Мань-Уйлюлингсоим.
- В 15 км от устья по правому берегу реки впадает река Яныг-Сумысьятоип.
- В 29 км от устья по левому берегу реки впадает река Сумысьяхулюм.

## Данные водного реестра
По данным государственного водного реестра России относится к Нижнеобскому бассейновому округу, водохозяйственный участок реки — Северная Сосьва, речной подбассейн реки — Северная Сосьва. Речной бассейн реки — (Нижняя) Обь от впадения Иртыша.
Код объекта в государственном водном реестре — 15020200112115300028008.